# Colegio y Seminario Tridentino de Nuestra Señora de la Asunción
El Colegio y Seminario Tridentino de Nuestra Señora de la Asunción fue una institución eclesiástica para la formación de sacerdotes seculares que fue fundada en Guatemala en 1597 por instrucciones del entonces obispo de Guatemala Gómez Fernández de Córdoba y Santillán, O.S.H. como parte de las directrices emanadas del Concilio de Trento. Estuvo en funcionamiento hasta 1875, en que fue convertido en el Instituto Nacional Central para Varones por el presidente liberal, general Justo Rufino Barrios como parte de las expropiaciones que los liberales guatemaltecos hicieron a las órdenes regulares y clero secular de la Iglesia católica en Guatemala para debilitar el poder político y económico que estos tenían.  Un nuevo seminario tridentino fue fundado en 1898 cuando regresó el obispo Ricardo Casanova y Estrada de su exilio en Costa Rica, pero este no funcionó como institución media ni ocupó las antiguas instalaciones del original.

## Historia

### Fundación
En 1597, el anciano obispo Gómez Fernández de Córdoba y Santillán autorizó la fundación del Colegio Tridentino de Guatemala; para entonces otras instituciones similiares -llamadas seminarios tridentinos o seminarios conciliares- habían tenido muchas dificultades para establecerse: por ejemplo, el colegio tridentino de Quito había pasado a manos de la Compañía de Jesús y ya no formaba curas seculares menos de treinta años después de su fundación; el de Santa Fe de Bogotá, que fue fundado en 1586, pasó también a los jesuitas en 1605, y el de Lima, que seguía abierto a pesar de la oposición del cabildo y las órdenes religiosas.
En Guatemala, la fundación del Seminario de Nuestra Señora de la Asunción fue rápido y relativamente fácil: pronto contó con rentas estables, alojó estudiantes internos en el edificio propio e impartió cátedras.  Durante el período virreinal nunca fue forzado a cerrar ni a pasar a manos de los jesuitas. Esta situación favorable se debió a que el seminario guatemalteco surgió después de los otros ya mencionados, y sus fundadores utilizaron las experiencias de dichos seminarios, además de legislación que se había aprobado para favorecer a las instituciones de este tipo: para 1598, aparte de las directivas canónicas del Concilio de Trento existían también reales cédulas que especificaban claramente y restringían la jurisdicción de los virreyes y Audiencias reales y de los obispos en el manejo de los colegios. Además, también existían leyes que obligaban a los cabildos catedralicios y a las órdenes religiosas a sufragar los gastos de funcionamiento del seminario.  De esta cuenta, el Colegio y Seminario de Nuestra Señora de la Asunción poseyó una gran autonomía desde su fundación.
El seminario de Nuestra Señora de la Asunción fue una obra del cabildo de la ciudad de Santiago de los Caballeros, de la Audiencia real y de un grupo de eclesiásticos y pobladores de la ciudad, que se vio favorecido por las intenciones del extinto obispo Francisco Marroquín de solicitar a la Corona que se instituyera un centro educativo en Guatemala.

### Traslado a la Ciudad de Guatemala

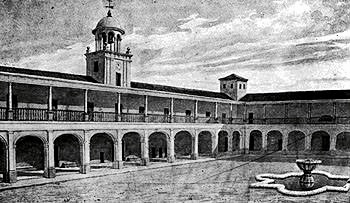
Instalaciones del Colegio y Seminario Tridentino en 1880.

Después de los terremotos de 1751, se renovaron muchos edificios y se construyeron numerosas estructuras nuevas en la ciudad de Santiago de los Caballeros de Guatemala, de tal modo que para 1773 daba la impresión de que la ciudad era completamente nueva.  La mayoría de las casas particulares de la ciudad eran amplias y suntuosas, al punto que tanto las puertas exteriores como las de las habitaciones eran de madera labrada y las ventanas eran de finos cristales y tenían portales de madera labrada.  Era frecuente encontrar en las residencias pinturas de artistas locales con marcos recubiertos de oro, nácar o carey, espejos finos, lámparas de plata, y alfombras delicadas.  Y los templos católicos eran magníficos: había 26 iglesias en la ciudad, y 15 ermitas y oratorios; la catedral, era la estructura más suntuosa: tenía tres espaciosas naves, con dos órdenes de capillas a los lados, con enormes puertas de acceso que eran labradas y doradas,. Los principales edificios públicos de la ciudad no se quedaban atrás en lujo y ostentación: el Palacio de los Capitanes Generales, el Palacio Arzobispal, la Casa de Cabildo y la Casa de Moneda. Asimismo estaba la Real Universidad de San Carlos, dos seminarios de niños, un seminario de niñas, la Real aduana, ocho conventos de monjes y cinco de monjas, tres beaterios, dos hospitales, dos cárceles de varones y una de mujeres.
La Real y Pontificia Universidad de San Carlos Borromeo, reconocida en todo el Reino de Guatemala por el notorio nivel académico de sus estudiantes, estaba conformada por ocho preceptores que regenteaban las cátedras en las diversas facultades y tres rectores: dos franciscanos y un dominico.
Los terremotos de Santa Marta de 1773 destruyeron la capital del reino de Guatemala y el capitán general Martín de Mayorga decidió el traslado de la capital a un nuevo solar.  Las autoridades universitarias se opusieron al traslado a una nueva ciudad, debido a que todos los bienes de la institución estaban en la antigua capital del reino, y un traslado significaría una considerable pérdida económica; el edificio de la Universidad y del Colegio Tridentino, construidos por el Dr. Juan González Batres sufrió pocos daños, los cuales se pudieron reparar.  El único peligro que tenía la estructura era la pared sur de la Catedral, apenas del otro lado de la calle, y que había quedado inclinada hacia la Universidad.
No obstante, el Capitán ordenó el traslado a la capital y en 1776 el colegio empezó la enseñanza en la Nueva Guatemala de la Asunción.

### Gobierno conservador de Rafael Carrera
Durante el gobierno conservador de Rafael Carrera y Turcios, la Compañía de Jesús regresó a Guatemala en 1850; se mantuvieron en el país poco más de veinte años, en un ambiente tranquilo y provechoso que resultó en la fundación de un noviciado y una residencia en la Ciudad de Guatemala, en donde además se hicieron cargo del Colegio y Seminario Tridentino de Nuestra Señora de la Asunción. Guatemala fue durante esas dos décadas un refugio para la orden, que fue expulsada de varios países latinoamericanos, incluyendo Colombia en 1851 y 1860 y Ecuador en 1852; la Misión Colombiana se estableció en Guatemala, y tuvo residencias en Quetzaltenango y en Livingston.  Desde Guatemala, los jesuitas intentaron expandirse hacia México en 1853, a Colombia en 1857, a Ecuador en 1862 y a El Salvador en 1863, pero fueron finalmente expulsados el 3 de septiembre de 1871 por el general Justo Rufino Barrios, líder de la Reforma Liberal en Guatemala, y tuvieron que establecerse en Nicaragua.

### Cierre

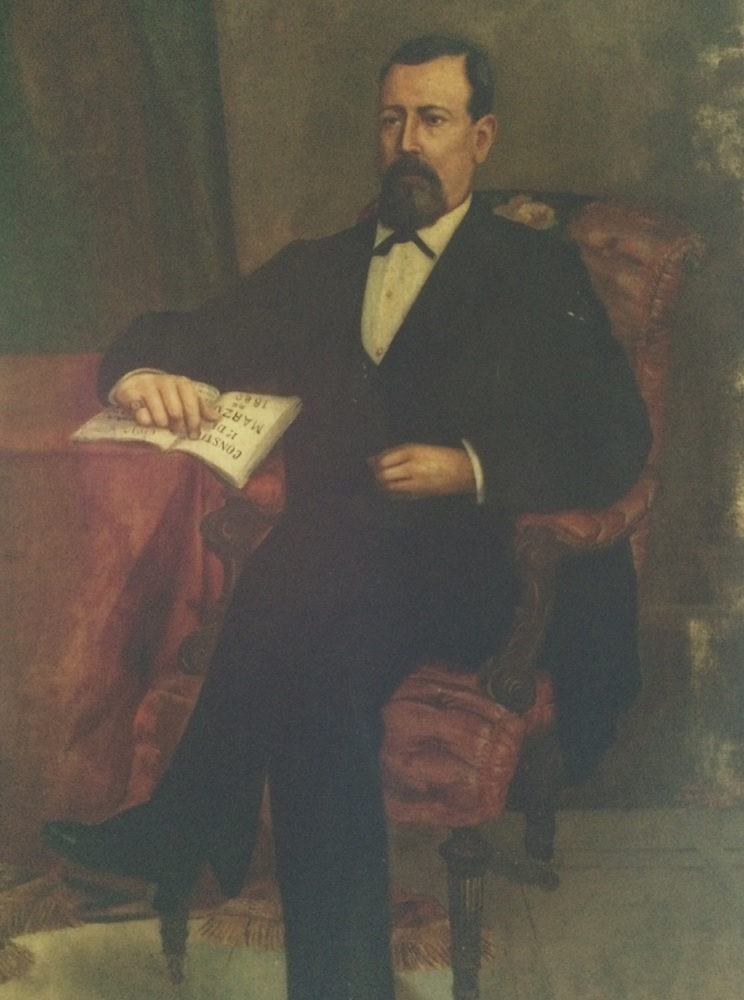
General Justo Rufino Barrios, presidente de Guatemala de 1873 a 1885. Durante su gobierno se estableció el Instituto Nacional Central para Varones en lugar del Colegio Tridentino.

El 25 de febrero de 1874, el Gobierno de Justo Rufino Barrios como parte de su política de expropiar sus posesiones al clero regular de la Iglesia católica decretó la supresión del Colegio y Seminario Tridentino de Nuestra Señora de la Asunción y el establecimiento de un Instituto Nacional laico, en las instalaciones que el Seminario había ocupado en la ciudad de Guatemala. Durante este período, sobre la base de los preceptos liberales anticlericales, se expropiaron numerosos bienes a las órdenes del clero regular de la Iglesia católica, ya que ésta era uno de los principales terratenientes y encomenderos conservadores; y se restringió el poder del clero secular y los arzobispos con la eliminación del diezmo obligatorio.  Los gobiernos liberales expropiaron los siguientes monasterios a las órdenes del clero regular, luego de derogar el Concordato de 1854 en el que el Estado guatemalteco se había comprometido a resguardar la propiedad privada de la Iglesia Católica:
- Colegio y Seminario Tridentino de Nuestra Señora de la Asunción: convertido en el Instituto Nacional Central para Varones
- Colegio Mayor: convertido en la Escuela Normal Central para Varones
- Convento de Belén: convertido en el Sección Normal del Colegio de Niñas
- Convento de la Recolección: convertido en la Escuela Politécnica
- Convento de Santa Teresa: convertido en cárcel de mujeres
- Convento de San Francisco: convertido en cárcel para hombres y cuartel de policía

| El despacho de Educación estuvo en manos de los primos intelectuales hondureños Marco Aurelio Soto y Ramón Rosa, quienes alternaban sus funciones entre el despacho de Educación y el de Relaciones Exteriores. El pensamiento de ambos intelectuales liberales, fuertemente anticlerical, quedó reflejado en las reformas liberales en educación y religión en Guatemala, y se resume en estas líneas escritas por Rosa en 1882: «En América, en donde la instrucción popular se difunde con la celeridad de la luz, y en donde no existen, como en Europa, muy arraigados y tradicionales intereses religiosos, que dan poder y privilegios a numerosas clases sociales; en nuestra América, en donde la libertad de conciencia es ya una conquista definitiva: todas, todas las religiones positivas tienen que desaparecer, en no remoto día, con sus artificiosos y contradictorios dogmas, con sus litúrgicos aparatos teatrales, con sus sangrientas historias, con sus egoístas y mal disfrazados intereses mundanos, con sus hipócritas santidades, con sus privilegiadas y ensoberbecidas castas, y con sus execrables tiranías [...]». En 1876, ambos serían instalados por Barrios en Honduras como Presidente y Secretario General de Gobierno, respectivamente, y gobernaron hasta 1883 cuando el mismo Barrios atacó a Honduras. |

### Segunda época: Seminario Tridentino de Guatemala

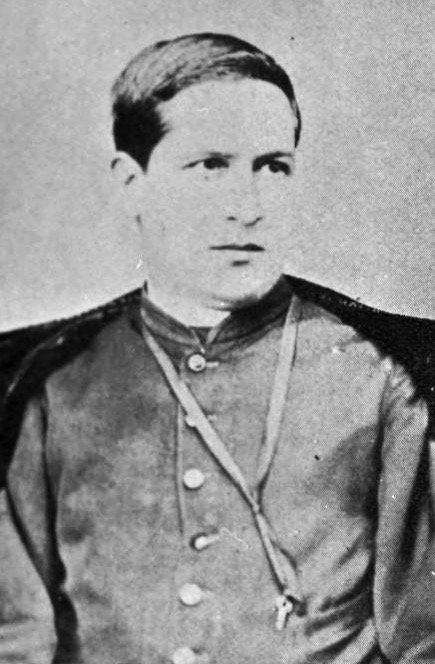
Sacerdote Ignacio Prado. Vicario general de la Arquidiócesis de Guatemala; reinició las actividades del colegio San José de los Infantes y fundó un nuevo seminario en 1897, luego de que se le permitió regresar a Guatemala junto con el arzobispo Ricardo Casanova y Estrada.

En marzo de 1897, el gobierno del general José María Reina Barrios otorgó una amnistía que permitió a algunos miembros del clero secular -incluyendo al arzobispo Ricardo Casanova y Estrada, exilado en Costa Rica desde 1888- regresar a Guatemala; entre quienes retornaron estuvo el sacerdote Ignacio Prado, quien fue nombrado como vicario general de la Arquidiócesis de Guatemala quien fundó el Colegio San José de los Infantes -llamado también colegio de letras sagradas y profanas- adjunto a la Catedral y fundó un nuevo Seminario Tridentino, que ha estado abierto desde entonces.